# Бабаян, Эдгар
Эдгар Бабаян (дат. Edgar Babayan, арм. Էդգար Բաբայան; 28 октября 1995, Берлин, Германия) — армянский и датский футболист, полузащитник клуба «Раннерс» и сборной Армении.

## Биография
Родился 28 октября 1995 года в армянской семье в Берлине, Германия. Является воспитанником датского клуба «Раннерс», в котором и начал профессиональную карьеру. Дебютировал в чемпионате Дании 11 ноября 2013 в матче с «Ольборгом», выйдя на замену на 83-й минуте вместо Александра Фишера. В 2017 году был отдан в аренду в клуб Первой лиги «Хобро», с которым добился выхода в Высший дивизион. По окончании срока аренды подписал с «Хобро» полноценный контракт.

## Достижения

### Командные достижения
«Хобро»
- Победитель первого дивизиона Дании: 2016/17